# КНДР на зимних Олимпийских играх 1972
КНДР принимала участие в Зимних Олимпийских играх 1972 года в Саппоро (Япония) во второй раз за свою историю, пропустив Зимние Олимпийские игры 1968, но не завоевала ни одной медали. В состав делегации входило 7 спортсменок и 6 официальных лиц. 

## Результаты соревнований

### Конькобежный спорт
Спортсменов — 6
Женщины
| Соревнование | Спортсменки   | Результат     | Место | Отставание |
| ------------ | ------------- | ------------- | ----- | ---------- |
| 500 метров   | Так Ин Сук    | 55,80 падение | 28    | +12,47     |
| 1000 метров  | Хан Пхиль Хва | 1:33,79       | 12    | +2,39      |
| 1000 метров  | Так Ин Сук    | 1:35,38       | 20    | +3,98      |
| 1000 метров  | Чхве Тон Ук   | 1:36,67       | 27    | +5,27      |
| 1500 метров  | Ким Бок Сун   | 2:25,48       | 12    | +4,63      |
| 1500 метров  | Хан Пхиль Хва | 2:25,64       | 13    | +4,79      |
| 1500 метров  | Ким Мён Чжа   | 2:32,55       | 29    | +11,70     |
| 3000 метров  | Хан Пхиль Хва | 5:07,24       | 9     | +15,10     |
| 3000 метров  | Ким Бок Сун   | 5:07,93       | 11    | +15,79     |
| 3000 метров  | Ким Ок Сун    | 5:09,69       | 13    | +17,55     |